# Sanlúcar de Barrameda
Sanlúcar de Barrameda è un comune spagnolo di 67 640 abitanti situato nella comunità autonoma dell'Andalusia, presso la foce del Guadalquivir.
Il 20 settembre 1519 da qui partì la spedizione di Ferdinando Magellano con l'obiettivo di raggiungere le isole Molucche. Il 6 settembre 1522 qui fece ritorno la Victoria, capitanata da Juan Sebastián Elcano, unica superstite della spedizione, che diventò così la prima nave ad aver circumnavigato il globo terrestre. Tra i superstiti ci fu anche il vicentino Antonio Pigafetta, autore del diario di bordo, che l'8 settembre consegnò a Carlo V a Siviglia.